# Does This Look Infected?
A Sum 41 kanadai punk együttes harmadik albuma ami 2002. november 26-án került a boltokba.

## Számlista
- - 1.  "The Hell Song"
  - 2.  "Over My Head (Better Off Dead)"
  - 3.  "My Direction"
  - 4.  "Still Waiting"
  - 5.  "A.N.I.C."
  - 6.  "No Brains"
  - 7.  "All Messed Up"
  - 8.  "Mr. Amsterdam"
  - 9.  "Thanks for Nothing"
  - 10. "Hyper-Insomnia-Para-Condrioid"
  - 11. "Billy Spleen"
  - 12. "Hooch"

## Bónusz számok
- - 13. "Reign in Pain (Heavy Metal Jamboree)"
  - 14. "WWVII Parts 1 & 2"

## Tagok
- - Deryck Whibley – ének, ritmusgitár
  - Jason McCaslin – basszusgutár, vokál
  - Steve Jocz – dob, vokál